# Olperer
Olperer je třetí nejvyšší hora Zillertalských Alp. Náleží také k nejvyšším horám Rakouska s prominencí vyšší než 500 metrů. Nachází se na západě Rakouska, v Tyrolsku, v blízkosti hranice s Itálií, jihovýchodně od Innsbrucku. Leží jižně od údolí Tuxertal.
Olperer je nejvyšším vrcholem horského hřebene Tuxer Kamm, který tvoří západní část Zillertalských Alp.